# 福島カードサービス
株式会社福島カードサービス（ふくしまカードサービス）は、株式会社福島銀行の連結子会社でクレジットカード会社である。

## 概要
1989年に福銀ユニオンクレジット株式会社（ふくぎんユニオンクレジット）として設立。2000年に商号を福銀ユーシーカード株式会社（ふくぎんユーシーカード）に変更。さらに2008年には福島保証サービス株式会社を吸収合併し、現在の商号に変更した。
ユーシーカード株式会社（UCカード）のブラザーズカンパニーとしてクレジットカード（UCカード）の発行やUCの加盟店の開拓を行っている。